# Кост, Ипполит
Ипполит Жак Кост (фр. Hippolyte Jacques Coste, 1858—1924) — французский священник и ботаник.

## Биография
Родился 20 декабря 1858 года в Балагье-сюр-Ранс. С 1878 года учился в Родезской семинарии. С 20 декабря 1884 года — священник.
В 1882 году встретился с ботаником Жозефом Ревелем, после чего решил собирать гербарий флоры Франции, в 1886 году стал членом Французского ботанического общества.
В 1885 году Кост — профессор колледжа Святого Иосифа в Вильфранш-де-Руэрг, с 1886 года — викарий в Монкларе, в 1890 года — в Сент-Элали-де-Сернон, а с 1894 года — в Сен-Жан-э-Сен-Поль.
С 1900 года работал над составлением монографии флоры Франции, вышедшей в трёх томах с 1900 по 1906 год. В книгу были включены 4800 подробных оригинальных иллюстраций.
Скончался 23 ноября 1924 года в Сен-Жан-э-Сен-Поль.

## Некоторые научные публикации
- Coste H. J. Flore descriptive et illustrée de la France. — Paris, 1900—1906. — 3 t.

## Некоторые виды растений, названные именем И. Коста
- Alyssum costei Sennen & Pau, 1908
- Asplenium ×costei Litard., 1911 — Asplenium foreziense Magnier × Asplenium septentrionale (L.) Hoffm.
- Carex ×costei Rouy, 1896 — Carex distans L. × Carex mairei Coss. & Germ.
- Saxifraga ×costei Luizet & Soulié, 1911 — Saxifraga moschata Wulfen × Saxifraga geranioides L.